# اصل موضوع زوج‌سازی
اصل موضوع زوج سازی در ریاضیات بیان می‌کند به ازائ هر دو مجموعه، مجموعه سومی وجود دارد که آن دو مجموعه به آن تعلق دارند یا به عبارت دیگر اگر a و b دو مجموعه باشند، مجموعه‌ای چون A هست که a∈A و b∈A.

## مقدمه
ممکن است این سؤال برای شما پیش بیاید: آیا به قدر کافی مجموعه وجود دارد تا بتوان اطمینان یافت که هر مجموعه‌ای عضو مجموعهٔ دیگری است؟ یا کمی دقیق‌تر: اگر دو مجموعهٔ فرضی داشته باشیم، آیا می‌توانیم مجموعهٔ سومی پیدا کنیم که شامل آن دو مجموعهٔ مفروض باشد؟ در مورد بیش از دو مجموعه یا به‌عبارتی چند مجموعه چه‌طور؟
برای اولین قدم تا رسیدن به پاسخ این پرسش‌ها در نظریه اصل موضوعی مجموعه‌ها، به اصل موضوع مجموعه‌ساز دیگری نیازمندیم که اصل موضوع زوج سازی (Axiom of Pairing) نام دارد.

## اصل موضوع زوج سازی
این اصل بیان می‌کند:
{\displaystyle \forall A\forall B\exists C(A\in C\land B\in C)}
یا به ازائ هر دو مجموعه، مجموعهٔ سومی وجود دارد که آن دو مجموعه به آن تعلق دارند یا به عبارت دیگر اگر a و b دو مجموعه باشند، مجموعه‌ای چون A هست که a∈A و b∈A.
توجه داشته باشید که اصل موضوع زوج‌سازی بیان می‌کند A شامل a و b است ولی نمی‌گوید A دقیقاً شامل a و b است، اما با استفاده از اصل موضوع تصریح می‌توان مجموعه‌ای ساخت که دقیقاً شامل a و b باشد.
اگر a و b دو مجموعه باشند، برطبق اصل موضوع زوج‌سازی، مجموعه‌ای چون A وجود دارد که شامل a و b است. حال اگر اصل موضوع تصریح را بکار برده و مجموعه {x∈A:x=a⋁x=b} را در نظر بگیریم، این مجموعه زیرمجموعه‌ای از A می‌باشد که فقط شامل دو عضو a و b بوده و عبارت است از {B={a,b.
پس در بیان نتیجه‌ای از اصل موضوع زوج‌سازی می‌توان گفت:
برای هر دو مجموعهٔ دلخواه a و b مجموعه‌ای چون A وجود دارد که دقیقاً شامل a و b باشد یا {A={a,b.
اصل موضوع گسترش یکتا بودن مجموعه فوق را تضمین می‌کند و لذا یک مجموعه وجود دارد که دقیقاً شامل a و b است و همان‌طور که در قبل مشاهده کردید آن را به صورت {a,b} نشان می‌دهیم و به آن زوج نامرتب a و b می‌گوییم.
حال این امکان را داریم تا به برخی از سؤالاتی که در ابتدا مطرح کردیم پاسخ دهیم. فرض کنید a مجموعه‌ای دلخواه باشد. در این صورت می‌توان اصل موضوع زوج‌سازی را در مورد a و a بکار برد و زوج نامرتب {a,a} را تشکیل داد که همان مجموعهٔ تک عضوی {a} است. و در این حالت داریم {a∈{a. پس پاسخ این سؤال که آیا هر مجموعه عضو مجموعه‌ای دیگر است مثبت است.
و حالا، آیا به نظر شما برای هر تعداد مجموعهٔ دلخواه، مجموعه‌ای وجود دارد که شامل آن مجموعه‌ها باشد؟
ممکن است برای خوانندهٔ کنجکاو این سؤال پیش بیاید که آیا واقعاً نیازی به تعریف اصل موضوع زوج‌سازی وجود دارد؟ آیا نمی‌توان با استفاده از اصل موضوع تصریح و بیان یک شرط، مجموعه {a,b} را تولید کنیم؟ بیایید به این سؤال پاسخ دهیم!
فرض کنید (S(x گزاره نمای «x=a یا x=b» باشد (همانند قبل a و b مجموعه‌اند). می‌توان اصل موضوع زوج سازی را به این صورت تعریف کرد:
« مجموعه‌ای چون B وجود دارد که x∈B اگر و فقط اگر x=b یا x=a » (*)
در این صورت داریم {B={x:x=a∨x=b.
اما هنگامی که اصل موضوع تصریح برای مجموعه‌ای مفروض چون A به کار می‌رود وجود مجموعه‌ای چون B را بیان می‌کند که: x∈B اگر و فقط اگر x∈A و (x=a یا x=b)(**). که در این صورت داریم {B={x∈A:x=a∨x=b.
حال ببینیم بین (*) و (**) چه رابطه‌ای وجود دارد؟
در حقیقت با توجه به اصل موضوع تصریح مشخص می‌شود که رابطهٔ (*) حالت کاذبی از (**) است. چراکه در آن شرط (S(x در مورد یک مجموعه مشخص به‌کار نرفته است، و همان‌طور که در اصل موضوع تصریح بیان شده است برای تعیین یک مجموعه تنها بیان یک خاصیت چون (S(x کافی نمی‌باشد و این خاصیت باید برای اعضای یک مجموعه بکار رود تا مجموعه‌ای جدید را مشخص کند.
پس رابطهٔ (*) یک مجموعه را مشخص نمی‌کند و {B={x:x=a∨x=b یک مجموعه نمی‌باشد (معمولاً B و چنین اشیای ریاضی را کلاس یا رده می‌گویند).
پس چون بدون در نظر گرفتن اصل موضوع زوج سازی مجموعه‌ای در اختیار نداریم تا با بکار گیری (S(x برای اعضای آن مجموعهٔ B را بسازیم، تعریف اصل موضوع زوج سازی ضروری است.
در حقیقت هرآنچه از اصول موضوع مجموعه‌ساز در نظریه اصل موضوعی مجموعه‌ها بیان می‌کنیم، ازجمله اصل موضوع زوج‌سازی، اصل موضوع اجتماع و ... حالات کاذبی از اصل موضوع تصریح می‌باشند. چرا که همهٔ آن‌ها وجود مجموعه‌ای را با بیان یک خاصیت بیان می‌کنند، اما معلوج نمی‌باشد عضوهایی که باید در شرط صدق کنند از کجا آورده می‌شوند.